# Hydropsyche acuta
Hydropsyche acuta là một loài Trichoptera trong họ Hydropsychidae. Chúng phân bố ở miền Cổ bắc.